# Ouratea paraensis
Ouratea paraensis är en tvåhjärtbladig växtart som beskrevs av Huber. Ouratea paraensis ingår i släktet Ouratea och familjen Ochnaceae. Inga underarter finns listade i Catalogue of Life.